# Cosmodromo di Alcântara

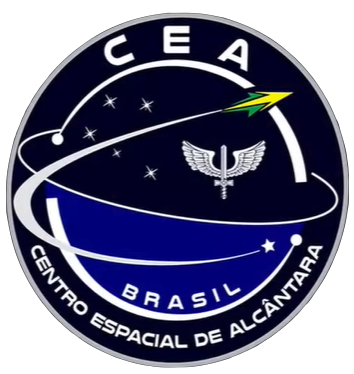
Centro Espacial de Alcântara

Il cosmodromo di Alcântara (Centro de Lançamento de Alcântara in portoghese), situato nell'omonimo comune dello stato di Maranhão, è una base spaziale brasiliana gestita dall'aeronautica brasiliana insieme all'Agenzia spaziale brasiliana. La sua posizione vicino all'equatore (2° 21' di latitudine) gli conferisce un certo vantaggio per il lancio di satelliti. È, insieme allo spazioporto di Kourou (appartenente alla Francia), l'unica base spaziale dell'America Latina.

## Strutture
- Strutture di preparazione del motore (Preparação de Propulsores - PPP)
- Strutture di preparazione del carico utile (Preparação de Carga Útil - PPCU)
- Impianti di carico del combustibile liquido (Preparação de Carregamento de Propelentes - PCPL)
- Torre di lancio universale
- Torre di integrazione mobile (TMI - Torre Móvel de Integração): 33x10x13m, 380tons
- Centro di controllo (Prédio de Controle Avançado - CASAMATA).
- Pista di atterraggio con 2600 m

### Elenco delle piattaforme di lancio
- VLS Pad (con Mobile Tower Integration - TMI)
- MRL Pad (torre di lancio universale)
- "Universale" per razzi fino a 10 tonnellate

## Storia
Alcântara è stato creato per sostituire la base originale del Cosmodromo della Barreira do Inferno (Centro de Lançamento da Barreira do Inferno - CLBI), situato nello stato del Rio Grande do Norte, poiché la crescita urbana attorno al CLBI non ha consentito estensioni base.
Nel 1979 il governo federale brasiliano approvò un progetto per costruire un'altra base nello stato di Maranhão. La costruzione di questo centro è iniziata ad Alcântara nel 1987. Una zona di sicurezza di 236 km² è stata creata attraverso gli espropri e il trasferimento delle famiglie residenti nell'area. Sono stati inoltre realizzati sette villaggi con le infrastrutture necessarie per ospitare le famiglie delle persone coinvolte nel progetto.
I primi razzi prodotti nel paese erano razzi-sonda: nel 1967, la Sonda I con un totale di 200 lanci, seguita da Sonda II e III con più di 90 lanci in totale, culminando con la Sonda IV, nel 1984 che già aveva un grande capacità di carico utile ed era un razzo controllato dalla tecnologia, il che significava che poteva essere manovrato meglio nell'atmosfera.
Fu quindi sviluppato il primo razzo in grado di mettere in orbita un satellite, il VLS-1: furono effettuati tre tentativi di lancio, l'ultimo dei quali risale al crash del 2003, tre giorni prima del lancio. Il 22 agosto 2003, l'esplosione di un razzo a terra ha causato la morte di 21 persone e la distruzione dell'infrastruttura di lancio. La nuova rampa di lancio è stata completata nel 2011, sostituendo l'infrastruttura distrutta nell'incidente del VLS nel 2003.
Nonostante questa grave battuta d'arresto, il programma spaziale brasiliano continuò e nel 1990 lo sviluppo della Sonda IV fu seguito dal razzo VS-40, un razzo per testare i motori fuori dall'atmosfera, lanciato due volte in Brasile e in Europa. Così è continuato lo sviluppo della famiglia VS, che ha permesso esperimenti nello spazio, come la crescita dei cristalli e gli esperimenti biologici .
Il 24 ottobre 2004, il Brasile ha ottenuto il primo lancio del razzo VSB-30, una versione sviluppata dal razzo brasiliano VS-30 in collaborazione con l'Agenzia spaziale brasiliana, il Centro tecnologico aeronautico e il DLR-Moraba tedesco per coprire la microgravità esigenze di volo dell'agenzia europea ESA.
Nel 2018, i razzi della famiglia VS erano decollati 55 volte dal CLA, Kiruna (Svezia), Centro spaziale di Andøya (Norvegia) e Woomera Test Range (Australia).
Nell'ultimo decennio, la base di Alcântara continua a effettuare regolari lanci di razzi suborbitali a sostegno dello sviluppo del programma di lancio orbitale e di altre ricerche scientifiche brasiliane.
Recentemente, grazie alla sottoscrizione, nel 2019, dell'Accordo di Salvaguardia Tecnologica con gli Stati Uniti a protezione della tecnologia statunitense, presente nella maggior parte dei satelliti mondiali, la possibilità di utilizzo del centro è stata aperta dalle aziende interessate a lanciare satelliti dal luogo .

## Progetti
La serie VLS-1 che sarebbe stata rilanciata dal 2011 per l'inserimento orbitale con carichi utili fino a 380 kg è stata sostituita dal progetto VLM-1 per il lancio di satelliti in orbita bassa (LEO) a tre stadi, azionati da propellente solido, i primi due stadi equipaggiati con il motore S50, con 12 tonnellate di propellente ciascuno, e uno stadio orbiter equipaggiato con il propulsore S44, con circa 800 kg di propulsore che porta all'inserimento orbitale di carichi fino a 150 kg (330 lb) a 300 km, la qualifica il volo è previsto nel 2022 o nel 2023.

## Lanci
| Data               | Vettore              | Missione                    | Risultato                                 |
| ------------------ | -------------------- | --------------------------- | ----------------------------------------- |
| 21 febbraio 1990   | Sonda 2 XV-53        | Ionosfera di Alcântara      | 101 km                                    |
| 26 novembre 1990   | Sonda 2 XV-54        | Ionosfera di Manival        | 91 km                                     |
| 9 dicembre 1991    | Sonda 2 XV-55        | Ionosfera di Águas Belas    | 88 km                                     |
| 1º giugno 1992     | Sonda 3 XV-24        | Aeronomia                   | 282 km                                    |
| 31 ottobre 1992    | Sonda 2 XV-56        | Ionosfera di Ponta de Areia | 32 km                                     |
| 22 marzo 1993      | Sonda 2 XV-57        | Ionosfera di Maruda         | 102 km                                    |
| 2 aprile 1993      | VS-40 PT-01          | Prova del VS-40             | 950 km                                    |
| 19 agosto 1994     | Nike Orion           | Ionosfera MALTED/CADRE      | 140 km                                    |
| 20 agosto 1994     | Nike Orion           | Ionosfera MALTED/CADRE      | 140 km                                    |
| 24 agosto 1994     | Nike Orion           | Ionosfera MALTED/CADRE      | 140 km                                    |
| 25 agosto 1994     | Nike Orion           | Ionosfera MALTED/CADRE      | 140 km                                    |
| 9 settembre 1994   | Black Brant          | Ionosfera                   | 250 km                                    |
| 21 settembre 1994  | Black Brant          | Ionosfera                   | 250 km                                    |
| 23 settembre 1994  | Nike Tomahawk        | Ionosfera                   | 270 km                                    |
| 23 settembre 1994  | Nike Tomahawk        | Ionosfera                   | 270 km                                    |
| 24 settembre 1994  | Nike Tomahawk        | Ionosfera                   | 270 km                                    |
| 24 settembre 1994  | Nike Tomahawk        | Ionosfera                   | 270 km                                    |
| 6 ottobre 1994     | Black Brant          | Ionosfera                   | Fallito (250 km)                          |
| 14 ottobre 1994    | Black Brant          | Ionosfera di Guará          | 956 km                                    |
| 15 ottobre 1994    | Black Brant          | Ionosfera                   | 250 km                                    |
| 28 aprile 1997     | VS-30 XV-01          | Prova del VS-30             | 128 km                                    |
| 2 novembre 1997    | VLS-1 V01            | VLS-1                       | Distrutto durante il lancio               |
| 21 marzo 1998      | VS-40                | Prova del VS-40             | 900 km                                    |
| 15 marzo 1999      | VS-30 XV-04          | Operação São Marcos         | 128 km                                    |
| 11 dicembre 1999   | VLS-1 V02            | SACI-2                      | Distrutto a distanza di sicurezza (10 km) |
| 6 febbraio 2000    | VS-30 XV-05          | Lençóis Maranhenses         | 148 km                                    |
| 21 agosto 2000     | VS-30/Orion XV-01    | Baronesa                    | 315 km                                    |
| 23 novembre 2002   | VS-30/Orion XV-02    | Ionosfera di Piraperna      | 434 km                                    |
| 1º dicembre 2002   | VS-30 XV-06          | Cumã                        | Fallito (145 km)                          |
| 22 agosto 2003     | VLS-1 XV-03          | SATEC                       | Fallito                                   |
| 23 ottobre 2004    | VSB-30 XV-01         | Prova di Cajuana            | 100 km                                    |
| 23 ottobre 2004    | VSB-30 V01           | Prova di volo del VSB-30    | 259 km                                    |
| 19 luglio 2007     | VSB-30 V04           | Cumã II                     | 242 km                                    |
| 29 maggio 2009     | Orion                | Maracati 1                  | 93 km                                     |
| 10 agosto 2009     | FTB                  | FogTrein I                  | 10 km                                     |
| 12 dicembre 2010   | VSB-30 V.07          | Maracati 2                  | 242 km                                    |
| 08 dicembre 2012   | VS-30/Orion V.10     | Iguaiba                     | 52 km                                     |
| 09 agosto 2013     | FTB                  | Operação Falcão             | 32 km                                     |
| 09 maggio 2014     | FTB                  | Operação Águia I            | 32 km                                     |
| 21 agosto 2014     | FTI                  | Operação Águia II           | 60 km                                     |
| 01 settembre 2014  | VS-30 V.13           | Operação Raposa             | Test del motore L-5                       |
| 12 settembre 2018  | VS-30 V.14           | Operação MUTITI             | 120 km                                    |
| 22,23 maggio 2019  | FTB                  | Operação Águia I/2019       | 30 km                                     |
| 25 giugno 2020     | FTB                  | Operação Falcão I/2020      | 30 km                                     |
| 23 novembre 2021   | FTI                  | Operação Águia              | ~60 km                                    |
| 15 dicembre 2021   | VSB-30 V.32 / 14-X S | Operação Cruzeiro           | Prova del motore Scramjet                 |
| 19 ottobre 2022    | VSB-30 V.29          | Operação Santa Branca       | Altitud 280 km                            |
| 19 marzo 2023      | Hanbit-TLV           | Operação Astrolábio         | Prova SISNAV                              |
| Fonte: Astronautix |                      |                             |                                           |

## Operatori privati
Nell'aprile 2021, l'Agenzia spaziale brasiliana ha rivelato le compagnie selezionate per effettuare lanci orbitali dal cosmodromo, queste sono:
- Virgin Orbit [14]
- Orion AST [15]
- C6 Launch [16]
- Hyperion [17]

Nell'agosto 2021, il governo brasiliano ha stabilito l'ordinanza n. 698, un regolamento che segue lo standard FAA 14 CFR parte 450, che si occupa delle licenze di lancio e rientro per seguire lo standard mondiale nelle attività spaziali. Il 19 marzo 2023 è stato inaugurato il primo volo di una compagnia privata dal centro spaziale con il lancio del razzo Hanbit-TLV della sudcoreana Innospace.